# اندائو
اندائو (به آلمانی: Andau) یک شهر بازاری و municipality of Austria در اتریش است که در Neusiedl am See District واقع شده‌است.